# Cộng hòa Hồi giáo Afghanistan
Cộng hòa Hồi giáo Afghanistan là một nhà nước cộng hòa Hồi giáo kiểm soát phần lớn lãnh thổ Afghanistan từ năm 2004 đến năm 2021 trong giai đoạn Chiến tranh Afghanistan. Chính thể này được thành lập sau khi Hoa Kỳ tiến quân vào Afghanistan lật đổ Tiểu vương quốc Hồi giáo Afghanistan năm 2001.
Sau khi để mất Kabul vào tay Hoa Kỳ và đồng minh, lực lượng Taliban nắm quyền kiểm soát một số khu vực còn lại của đất nước. Điều này khiến cuộc nội chiến vẫn tiếp tục kéo dài, làm cho hồ sơ nhân quyền và quyền phụ nữ ở Afghanistan tiếp tục xấu đi, kéo theo nhiều hành vi lạm dụng của cả hai bên, chẳng hạn như giết hại dân thường, bắt cóc và tra tấn. Do sự lệ thuộc về mọi mặt của chính phủ đối với viện trợ quân sự và kinh tế của Hoa Kỳ, nhiều người đã coi Cộng hòa Hồi giáo Afghanistan là một quốc gia chư hầu của Mỹ. Sau Chiến dịch Tự do Bền vững, chính quyền Afghanistan đã mất dần quyền kiểm soát khu vực nông thôn.
Sau khi NATO rút quân khỏi Afghanistan vào năm 2021, Taliban ngay lập tức tiến hành một cuộc tấn công quân sự lớn, cho phép họ chiếm lại quyền kiểm soát toàn bộ đất nước trong bối cảnh Quân đội Quốc gia Afghanistan tan rã nhanh chóng. Cộng hòa Hồi giáo Afghanistan chính thức sụp đổ vào ngày 15 tháng 8 năm 2021 khi lực lượng Taliban tiến vào Kabul và buộc Tổng thống Afghanistan Ashraf Ghani phải rời khỏi đất nước.
Trong giai đoạn tồn tại của mình, Cộng hòa Hồi giáo Afghanistan từng là thành viên của Liên hợp quốc, Tổ chức Hợp tác Hồi giáo, Hiệp hội Nam Á vì sự Hợp tác Khu vực, G77, Tổ chức Hợp tác Kinh tế và Phong trào Không liên kết.

## Lịch sử
Tháng 12 năm 2001, sau khi chính phủ Taliban bị lật đổ, Chính quyền lâm thời Afghanistan dưới quyền Hamid Karzai được thành lập. Lực lượng Hỗ trợ An ninh Quốc tế (ISAF) được Hội đồng Bảo an Liên Hợp Quốc thành lập để giúp hỗ trợ chính quyền Karzai và cung cấp an ninh cơ bản. Vào thời điểm này, sau hai thập kỷ chiến tranh cũng như nạn đói khốc liệt vào thời điểm đó, Afghanistan là một trong những quốc gia có tỷ lệ tử vong ở trẻ sơ sinh và trẻ em cao nhất trên thế giới, tuổi thọ thấp nhất, phần lớn dân số bị đói, và cơ sở hạ tầng đổ nát. Nhiều nhà tài trợ nước ngoài bắt đầu cung cấp viện trợ và hỗ trợ để tái thiết lại quốc gia bị chiến tranh tàn phá.
Lực lượng Taliban trong khi đó đã bắt đầu tập hợp lại bên trong Pakistan, trong khi nhiều quân liên minh hơn tiến vào Afghanistan để giúp quá trình tái thiết. Taliban bắt đầu nổi dậy để giành lại quyền kiểm soát Afghanistan. Trong thập kỷ tiếp theo, ISAF và quân đội Afghanistan đã dẫn đầu nhiều cuộc tấn công chống lại Taliban, nhưng không đánh bại được chúng hoàn toàn. Afghanistan vẫn là một trong những quốc gia nghèo nhất trên thế giới vì thiếu đầu tư nước ngoài, tham nhũng của chính phủ và lực lượng nổi dậy của Taliban. Trong khi đó, Karzai cố gắng đoàn kết các dân tộc trong nước, và chính phủ Afghanistan đã có thể xây dựng một số cấu trúc dân chủ, thông qua hiến pháp vào năm 2004 với tên gọi Cộng hòa Hồi giáo Afghanistan. Các nỗ lực đã được thực hiện, thường là với sự hỗ trợ của các nước tài trợ nước ngoài, nhằm cải thiện nền kinh tế, y tế, giáo dục, giao thông và nông nghiệp của đất nước. Lực lượng ISAF cũng bắt đầu huấn luyện Lực lượng An ninh Quốc gia Afghanistan. Sau năm 2002, gần năm triệu người Afghanistan đã được hồi hương. Số lượng quân NATO hiện diện tại Afghanistan đạt đỉnh 140.000 vào năm 2011, giảm xuống còn khoảng 16.000 vào năm 2018.
Vào tháng 9 năm 2014 Ashraf Ghani trở thành tổng thống sau cuộc bầu cử tổng thống năm 2014, đánh dấu mốc lần đầu tiên trong lịch sử quyền lực của Afghanistan được chuyển giao một cách dân chủ. Vào ngày 28 tháng 12 năm 2014, NATO chính thức chấm dứt các hoạt động chiến đấu của ISAF tại Afghanistan và chuyển giao toàn bộ trách nhiệm an ninh cho chính phủ Afghanistan. Chiến dịch do NATO dẫn đầu được thành lập cùng ngày với tư cách là tổ chức kế nhiệm của ISAF. Hàng nghìn binh sĩ NATO vẫn ở lại nước này để huấn luyện và cố vấn cho các lực lượng chính phủ Afghanistan và tiếp tục cuộc chiến chống lại Taliban. Người ta ước tính vào năm 2015 rằng “khoảng 147.000 người đã thiệt mạng trong cuộc chiến Afghanistan kể từ năm 2001. Hơn 38.000 trong số những người thiệt mạng là dân thường ". Một báo cáo có tiêu đề Body Count kết luận rằng 106.000–170.000 thường dân đã thiệt mạng do hậu quả của cuộc giao tranh ở Afghanistan do tất cả các bên tham gia xung đột.
Vào ngày 14 tháng 4 năm 2021, Tổng thư ký NATO Jens Stoltenberg cho biết liên minh đã đồng ý bắt đầu rút quân khỏi Afghanistan trước ngày 1 tháng 5. Ngay sau khi bắt đầu rút quân của NATO, Taliban đã tiến hành một cuộc tấn công chống lại chính phủ Afghanistan, nhanh chóng mở rộng lãnh thổ trước một lực lượng chính phủ Afghanistan đang sụp đổ. Theo báo cáo của tình báo Mỹ, chính phủ Afghanistan có thể sẽ sụp đổ trong vòng 6 tháng sau khi NATO hoàn tất việc rút quân khỏi nước này.

### Sự sụp đổ của nền Cộng hòa

#### Cuộc nổi dậy của Taliban 2021
Vào ngày 14 tháng 4 năm 2021, Tổng thư ký NATO Jens Stoltenberg cho biết họ đã chấp thuận việc bắt đầu rút quân khỏi Afghanistan trước ngày 1 tháng 5. Ngay sau khi liên quân NATO bắt đầu rút quân, Taliban đã tiến hành một cuộc tổng tấn công chống lại chính phủ Afghanistan, thần tốc tiến lên trước một quân đội Afghanistan đang rệu rã. Đến tháng 6 năm 2021, một báo cáo tình báo của Hoa Kỳ đưa ra dự đoán rằng chính phủ Afghanistan có thể sẽ sụp đổ trong vòng sáu tháng sau khi NATO hoàn thành việc rút quân khỏi nước này. Tuy nhiên báo cáo này tỏ ra lạc quan quá mức, khi mà bước sang tuần thứ hai của tháng 8, hầu hết thủ phủ thuộc các tỉnh của Afghanistan đã rơi vào tay quân Taliban, trong khi quân chính phủ hoàn toàn rối loạn, suy yếu trên mọi mặt trận. Việc hai thành phố lớn là Mazar-i-Sharif và Jalalabad thất thủ đã cho thấy rằng quân đội chính phủ đã bất lực trong việc ngăn chặn bước tiến của Taliban.

#### Taliban tiến vào Kabul, nền Cộng hòa sụp đổ
Ngày 15 tháng 8 năm 2021, phiến quân Taliban tiến vào thủ đô Kabul từ mọi hướng và chỉ gặp phải sự kháng cự yếu ớt từ quân chính phủ. Sang buổi chiều, có tin đồn cho rằng Tổng thống Afghanistan Ashraf Ghani đã chạy sang Tajikistan hoặc Uzbekistan; còn Phó Tổng thống Amrullah Saleh và Chủ tịch Hạ viện Mir Rahman Rahmani thì được cho là cũng lần lượt bỏ trốn sang Tajikistan và Pakistan. Sau khi Tổng thống Ghani bỏ chạy, các lực lượng từng trung thành với chính phủ Afghanistan lần lượt buông súng. Từ thời điểm đó, Lực lượng vũ trang Afghanistan trên thực tế đã không còn tồn tại.
Đến chiều tối ngày 15 tháng 8, Taliban đã chiếm đóng Dinh Tổng thống, hạ lá cờ của chính phủ Cộng hòa Hồi giáo Afghanistan và cắm cờ trắng của Taliban lên. Ngày hôm sau, Taliban tuyên bố tái thành lập Tiểu vương quốc Hồi giáo Afghanistan. Cộng hòa Hồi giáo Afghanistan chính thức bị xóa sổ từ đây. Các nhóm tàn quân rút về phía bắc thành lập kháng chiến, quyết tâm giải phóng đất nước khỏi cả Taliban và hồi giáo

## Chính trị
Hiến pháp được Loya jirga 2003 phê chuẩn đã quy định chính phủ theo hình thức nhà nước Cộng hòa Hồi giáo gồm ba nhánh, (hành pháp, lập pháp và tư pháp).

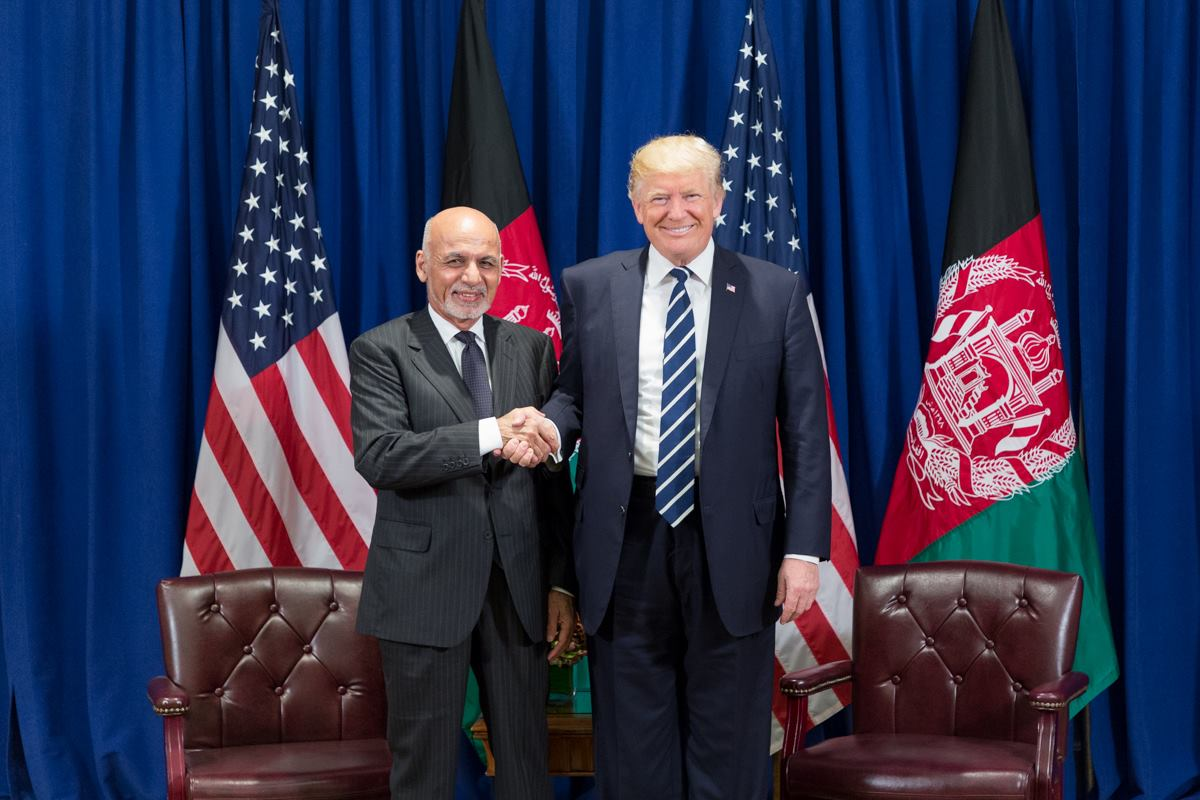
Tổng thống Hoa Kỳ Donald Trump và tổng thống Afghanistan Ashraf Ghani vào năm 2017.

Tổng thống Afghanistan là nguyên thủ quốc gia và đứng đầu hành pháp. Tổng thống cũng giữ vai trò là người đứng đầu Nội các Afghanistan. Tổng thống hiện thời là ông Ashraf Ghani. Điều hành cấp cao Afghanistan là chức vụ mới được tạo thành từ năm 2014 theo Hiến pháp mới, có vai trò tương tự như Thủ tướng, chủ trì các cuộc họp hàng tuần của Hội đồng Bộ trưởng, đưa ra các khuyến nghị chính sách cho Tổng thống, cũng như có thể đề cử các ứng viên Bộ trưởng cho nội các Afghanistan. Điều hành cấp cao hiện tại là ông Abdullah Abdullah, được Tổng thống bổ nhiệm từ ngày 29 tháng 9 năm 2014.
Quốc hội Afghanistan lưỡng viện gồm: Viện trưởng lão (Meshrano Jirga) là thượng viện và Viện Nhân dân (Wolesi Jirga) là hạ viện. Trong số những đại biểu có cả các cựu thành viên mujahadeen, Taliban, cộng sản, những người cải cách, và Những người theo trào lưu chính thống Hồi giáo. 28% đại biểu là phụ nữ, lớn hơn 3% so với con số 25% tối thiểu do hiến pháp quy định. Điều này khiến Afghanistan, một nước từ lâu đã nổi tiếng về sự đàn áp phụ nữ thời Taliban, trở thành một trong những nước đứng đầu về số đại biểu nữ giới.

### Địa giới hành chính
Về hành chính, Afghanistan được chia thành ba tư tỉnh (welayats) và mỗi tỉnh có một trung tâm riêng.
| 1. Badakhshan 2. Badghis 3. Baghlan 4. Balkh 5. Bamiyan 6. Daykundi 7. Farah 8. Faryab 9. Ghazni 10. Ghor 11. Helmand 12. Herat | 1. Jowzjan 2. Kabul 3. Kandahar 4. Kapisa 5. Khost 6. Konar 7. Kunduz 8. Laghman 9. Lowgar 10. Nangarhar 11. Nimruz | 1. Nurestan 2. Oruzgan 3. Paktia 4. Paktika 5. Panjshir 6. Parvan 7. Samangan 8. Sare Pol 9. Takhar 10. Wardak 11. Zabol |

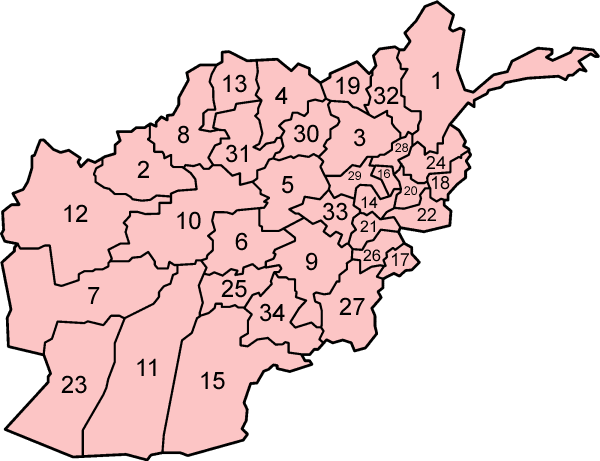
Bản đồ thể hiện các tỉnh Afghanistan.

Mỗi tỉnh lại được chia tiếp thành quận/huyện và mỗi quận thường gồm một thành phố hay nhiều thị trấn.
Thống đốc tỉnh do Bộ nội vụ và các Quận trưởng cảnh sát chỉ định, người đứng đầu các quận do thống đốc chỉ định. Thống đốc là người đại diện của chính phủ và chịu trách nhiệm về mọi vấn đề hành chính và nghi lễ. Lãnh đạo cảnh sát và an ninh thường do Bộ nội vụ chỉ định và làm việc cùng với Thống đốc để bảo đảm an ninh.
Riêng Kabul là nơi Thị trưởng thành phố do Tổng thống lựa chọn và hoàn toàn độc lập với quận trưởng Tỉnh Kabul.

### Lực lượng bảo vệ quốc gia
Afghanistan hiện có lực lượng cảnh sát 60.000 người. Nước này đang đặt kế hoạch tuyển dụng thêm 20.000 sĩ quan cảnh sát khác đưa con số lên tới 80.000 người. Dù về mặt chính thức cảnh sát chịu trách nhiệm giữ gìn trật tự dân sự, các lãnh đạo quân sự địa phương và vùng tiếp tục nắm quyền kiểm soát tại những vùng chưa ổn định. Cảnh sát đã bị buộc tội đối xử không thích hợp và tra tấn các tù nhân. Năm 2003 khu vực ủy nhiệm của Lực lượng Hỗ trợ An ninh Quốc tế, hiện thuộc quyền chỉ huy của Tổ chức Hiệp ước Bắc Đại Tây Dương (NATO) đã được mở rộng tới vùng Kabul. Tuy nhiên tại một số vùng không thuộc quyền ủy nhiệm của lực lượng trên, các du kích địa phương vẫn nắm quyền kiểm soát. Ở nhiều vùng, các vụ phạm pháp không thể được điều tra bởi thiếu sự có mặt của lực lượng cảnh sát và/hay hệ thống thông tin liên lạc. Binh lính thuộc Quân đội Quốc gia Afghanistan đã được phái tới giữ gìn an ninh tại những nơi thiếu sự hiện diện của cảnh sát.

### Nhân quyền
Nhà báo ở Afghanistan đối mặt với mối đe dọa từ cả lực lượng an ninh và quân nổi dậy. Ủy ban An toàn Nhà báo Afghanistan (AJSC) năm 2017 tuyên bố rằng chính phủ Afghanistan chiếm 46% các cuộc tấn công vào nhà báo Afghanistan, trong khi quân nổi dậy chịu trách nhiệm cho phần còn lại của các cuộc tấn công.
Đồng tính luyến ái là bất hợp pháp và là một hành vi phạm tội tử hình ở Afghanistan.